# Sidi Boussaid
Cet article concerne la commune algérienne de Sidi Boussaid. Pour la commune tunisienne, voir Sidi Bou Saïd.
Pour les articles homonymes, voir Boussaid.
Sidi Boussaid est une commune de la wilaya de Mascara en Algérie.